# 井上苑子のオールナイトニッポン0(ZERO)
『井上苑子のオールナイトニッポン0(ZERO)』（いのうえそのこのオールナイトニッポンゼロ）は、2016年3月29日（28日深夜）から放送が開始され、2017年3月28日（27日深夜）に終了したラジオ番組。
パーソナリティは井上苑子。

## 放送時間
- 毎週火曜日 3:00 - 4:30（月曜深夜）

西日本放送と南海放送は4:00までの1時間放送となっている。LINELIVEでは、放送終了後（4:30）から5分から10分程度の限定配信「オールナイトニッポン0 アフタートーク」をしている。「オールナイトニッポン0(ZERO)#ネット局」も参照。

## テーマ曲
- オープニング：CAPSULE「FRUITS CLiPPER」
- エンディング：空想委員会「拝啓、我執」[要出典]→ハーブ・アルパート＆ティファナ・ブラス「BITTERSWEET SAMBA」

## コーナー
- うたのじかん

井上がギターでの弾き語りで生歌を披露するコーナー。

### メールでのコーナー
- いい女語録

いい女を目指すそんちゃんに、「いい女はこういうことを言うもんですよ」という台詞を井上に教えるコーナー。
- 真夜中の人生相談

人生に関する悩みに答えるコーナー。　元々は『真夜中の恋愛相談』であったが、人生に関わる事を相談してという井上の意向でリニューアル。
- 井上大辞典

（LINE LIVEアフタートーク部分でのコーナー）過去に本編であまり常識問題が出来なかった井上に常識問題を答えさせるコーナー。少々難問もある。出題者は時間的には生放送中の『上柳昌彦 あさぼらけ』のパーソナリティ上柳昌彦（ニッポン放送アナウンサー）が事前録音して出題している。
- 妄想映画館

映画のタイトルだけ聞いて、それがどんなストーリーなのか妄想するコーナー。3行程度で送って欲しいとの事。

### ハガキのコーナー
- そんちゃん、あのね。

ハガキに「そんちゃん、あのね。」という書き出して、いま思ってること書いてもらうコーナー。2016年9月5日に終了が宣言された。

## スタッフ
- ディレクター：舟崎彩乃（LINELIVEでは、GAP姐さんと呼ばれている）
- 構成：フジタアヤコ[5]
- AD:三浦憲高
- ミキサー: